# أدريان بيلي
أدريان بيلي (بالإنجليزية: Sir Adrian Baillie, 6th Baronet)‏ هو سياسي بريطاني (وحمل سابقاً جنسية المملكة المتحدة لبريطانيا العظمى وأيرلندا)، ولد في 1898، وتوفي في 1947. حزبياً، نشط في حزب المحافظين. في الانتخابات العامة في المملكة المتحدة 1931 ‏، انتخب عضو برلمان المملكة المتحدة الـ36 عن دائرة Linlithgowshire (UK Parliament constituency) ‏ (27 أكتوبر 1931 – 25 أكتوبر 1935) وفي الانتخابات الفرعية في مجلس العموم البريطاني ‏، انتخب عضو برلمان المملكة المتحدة الـ37 عن دائرة Tonbridge ‏ (23 مارس 1937 – 15 يونيو 1945).